# Ska-P (альбом)
«Ska-P» — перший альбом іспанського ска-панк гурту Ska-P, випущений в 1995 році. Пісня «Como un Rayo» присвячена іспанському футбольному клубу Райо Вальєкано.

## Список композицій
1. «El Hombre Resaka Baila Ska»
2. «Abolición»
3. «Chupones»
4. «0,7»
5. «Alí el Magrebí»
6. «Sargento Bolilla»
7. «Reality Show»
8. «Bla, Bla, Bla»
9. «Como un Rayo»
10. «Rayo Vallecano»